# Теслин народ
Теслин народ је српски документарни филм из 2018. године у режији Жељка Мирковића. Ушао је у ужи избор као кандидат за Оскара.

## Синопсис
Прати историју Срба у Сједињеним Америчким Државама и значајних људи, њихов допринос САД и личне приче.

## Улоге
| Глумац                  | Улога        |
| ----------------------- | ------------ |
| Џек Димић               | Никола Тесла |
| Хелен Делић Бентли      | себе         |
| Волтер Богданић         | себе         |
| Ана Теа Богдановић      | себе         |
| Питер Богданович        | себе         |
| Владимир Буловић        | себе         |
| Карл Малден             | себе         |
| Гордана Вуњак Новаковић | себе         |
| Џорџ Војнович           | себе         |